# Папський скудо
Папський скудо (італ. scudo pontificio) — срібна монета типу скудо, що карбувалась у Папській державі в 1835-1866 роках. Ділився на 100 байокко, які у свою чергу ділилися на 5 кваттріно. Також існували:
- гроссо, рівний 5 байокко,
- карліно, рівний 7½ байокко,
- джуліо і паоло, рівні по 10 байокко,
- тестон, рівний 30 байокко,
- доппія, що дорівнює 3 скудо.

Крім Папської держави загалом, монети карбували й окремі її складові. Номінал скрізь був однаковим, крім Болоньї: Байокко з Болоньї (відомий як Болоньїно) ділився на 6 кваттріно.
У 1798 році французькими військами встановлена Римська республіка, що продовжувала карбувати монети скудо і байокко, причому на низці територій Папської області з символікою Римської республіки.
У 1808 році Папська область анексована Французькою імперією, і офіційною грошовою одиницею території став французький франк. Після відновлення влади пап у 1814 році, папський скудо також відновлений у правах грошової одиниці, проте тепер карбування монети було повністю зосереджено в руках держави.
Коли в ході революції 1849 на території Папської області знову на деякий час встановлена республіка, монети карбувалися централізовано, а також в Анконі.
У 1866 році папський скудо був замінений італійською лірою за обмінним курсом 5,375 лір за 1 скудо.

## Монети
Наприкінці XVIII століття в обігу знаходилися мідні монети номіналом в 1 кваттрино, і в 1/2, 1, 2, 2/5 і 5 байокки, біллонні монети номіналом в 1, 4, 8, 12, 25 і 50 байоккі, а також в 1 і 2 карліно, срібні монети номіналом в 1 гроссо, 1 і 2 джуліо, 1 тестоні і 1 скудо, і золоті монети номіналом в ½ і 1 цехіну, а також в 1 і 2 доппії. Окремі міста карбували монети тих же достоїнств, за винятком Болоньї, яка додатково карбувала срібні монети номіналом 12 байокко, ½ скудо і 80 болоньїно, а також золоті монети номіналом 2, 5 і 10 цехінів.
Римська республіка, що існувала в 1798—1799, карбувала мідні монети номіналом в ½, 1, 2 і 5 байокко, а також срібну монету номіналом в 1 скудо.
Після повторного введення папського скудо в обіг у 1814 білонні монети більше не використовувалися, вийшли з обігу також монети деяких інших номіналів. Тепер карбувалися мідні монети номіналом в 1 кваттріно, ½ і 1 байокко, срібні монети номіналом в 1 гроссо, 1 і 2 джуліо і 1 скудо, а також золоті монети номіналом в 1 доппіа.
У 1830 в обіг знову введена срібна монета номіналом в 1 тестоні, а в 1832 — номіналом в 50 байокко.
У 1835 в обіг введений новий набір монет, і прибрані з обігу всі назви монет, крім кваттрино, байокко і скудо. Тепер карбувалися мідні монети номіналом в 1 кваттрино, а також в ½ і 1 байокко, срібні монети номіналом в 5, 10, 20, 30 і 50 байокко і в 1 скудо, а також золоті монети номіналом в 2½, 5 і 1.
Римська республіка, що виникла в 1849, карбувала мідні монети номіналом в ½, 1 і 3 байокко, і срібні монети номіналом в 4, 8, 16 і 40 байокко. Після реставрації папської влади введено в обіг мідні монети номіналом 2 і 5 байокко.

## Банкноти
З 1785 S. Monte Della Pieta' di Roma ввів в обіг паперові гроші номіналом від 3 до 1500 скудо.
З 1786 Banco di S. Spirito di Roma почав випускати банкноти номіналом від 3 до 3000 скудо.
У 1798—1799 Римська республіка випускала банкноти різних номіналів, включаючи 3 і 40 байокко, 8, 9 і 10 паоло.
У ХІХ столітті банкноти випускалися казначейством Папської області.